# San Román de Basa
San Román de Basa (aragonesisch Sant Román de Basa) ist ein spanischer Ort in der Provinz Huesca der Autonomen Gemeinschaft Aragonien. San Román de Basa, im Pyrenäenvorland liegend, gehört zur Gemeinde Sabiñánigo. Der Ort hatte im Jahr 2015 acht Einwohner.

## Geographie
Der Ort liegt etwa sechs Straßenkilometer östlich von Sabiñánigo, er ist über die N330 zu erreichen.